# 삼색제비꽃
삼색제비꽃(wild pansy, love-in-idleness)은 제비꽃과에 속하며 북유럽 원산의 제비꽃을 개량한 한해살이풀이다. 팬지(pansy)라고도 하며 봄의 화단·화분용 외에 절화용으로도 이용한다. 19-20세기 초에 걸쳐 영국·프랑스에서 개량되어 현재의 정원 팬지가 만들어졌다.

## 생태
높이는 12-25센티미터이며 줄기는 곧게 자라거나 옆으로 벋으며 가지가 많이 갈라진다. 밑부분의 잎은 난원형이고, 윗부분의 잎은 긴 주걱 모양이다. 잎자루는 길고, 큰 턱잎이 있다. 꽃은 4-5월에 잎겨드랑이에서 긴 꽃자루가 나와 그 끝에 1개씩 달린다. 꽃은 소륜종·중륜종·대륜종이 있다. 꽃잎은 5개이나 모양이 서로 같지 않고, 흰색·노란색·자주색의 3색으로 피나 원예품종은 단색 또는 오렌지색·갈청색·적색·청색 등 변화가 많다. 햇빛을 좋아하나 여름과 같이 고온이 계속 지속될 경우 생육이 정지되기도 한다.

## 품종
팬지의 품종을 크게 나누면 대륜계와 고성절화형(高性切花型)이 있다. 대륜계는 높이가 낮으므로 대부분 화단이나 화분에 심으며 꽃이 매우 크다. 고성절화형은 높이가 40-50센티미터에 이르며 꽃자루도 20cm 이상 되므로 절화용으로 이용한다. 일반 재배 때는 9월에 파종하나 목적하는 개화기에 따라 파종기를 앞당길 수 있다. 일반 화단용은 9월 상순에 파종하여 4-5월에 피게 하고, 촉성으로 재배하려면 8월 하순에 파종하여 2-3월에 피게 할 수 있다. 발아에 알맞은 온도는 18-21°C로 여름의 고온에는 종자의 발아가 어렵다. 파종 후 흙을 약간 덮어주면 10일 안에 발아하며, 30일이 지나 본잎이 1-2개 나왔을 때 이식한다.

## 사진

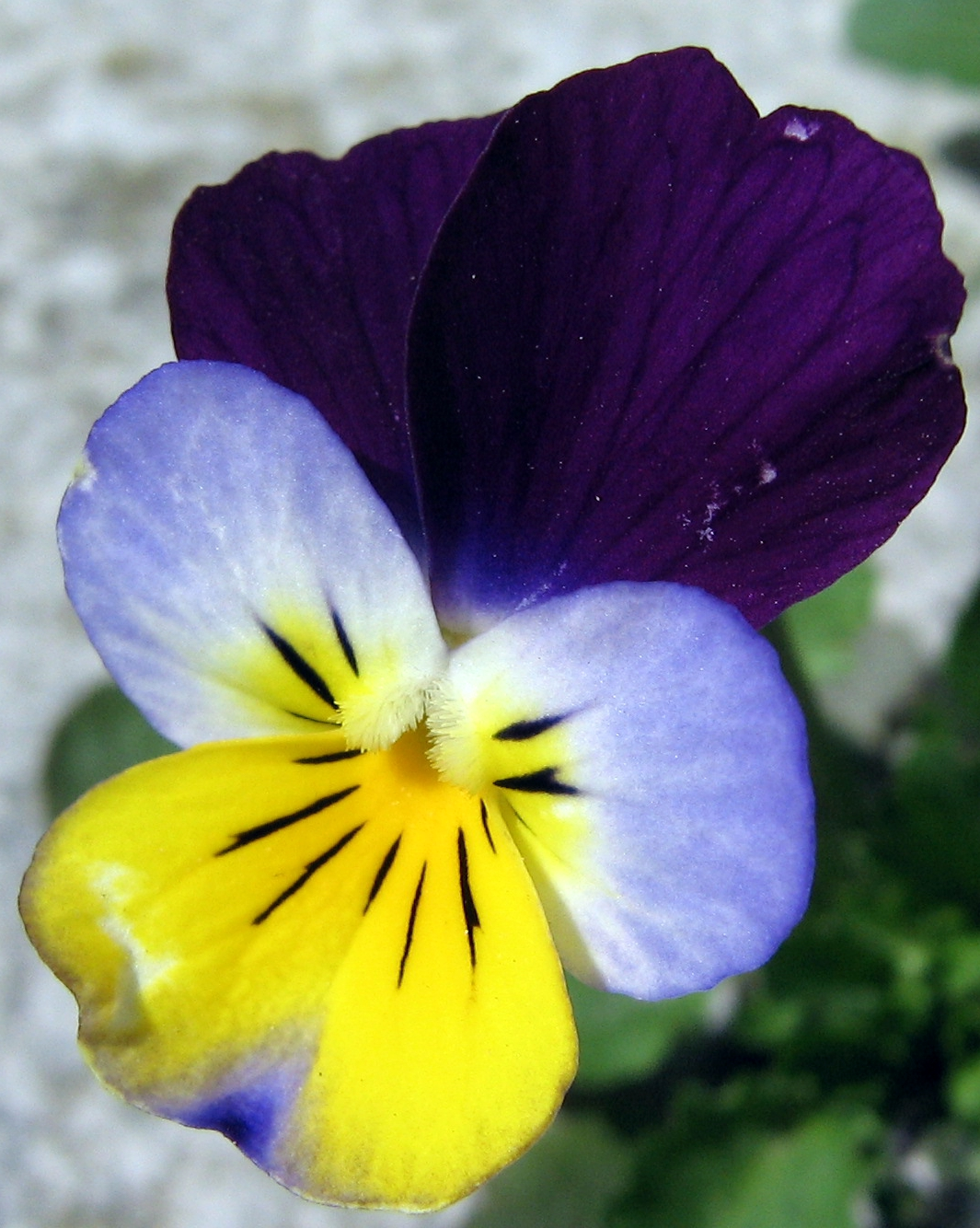
꽃
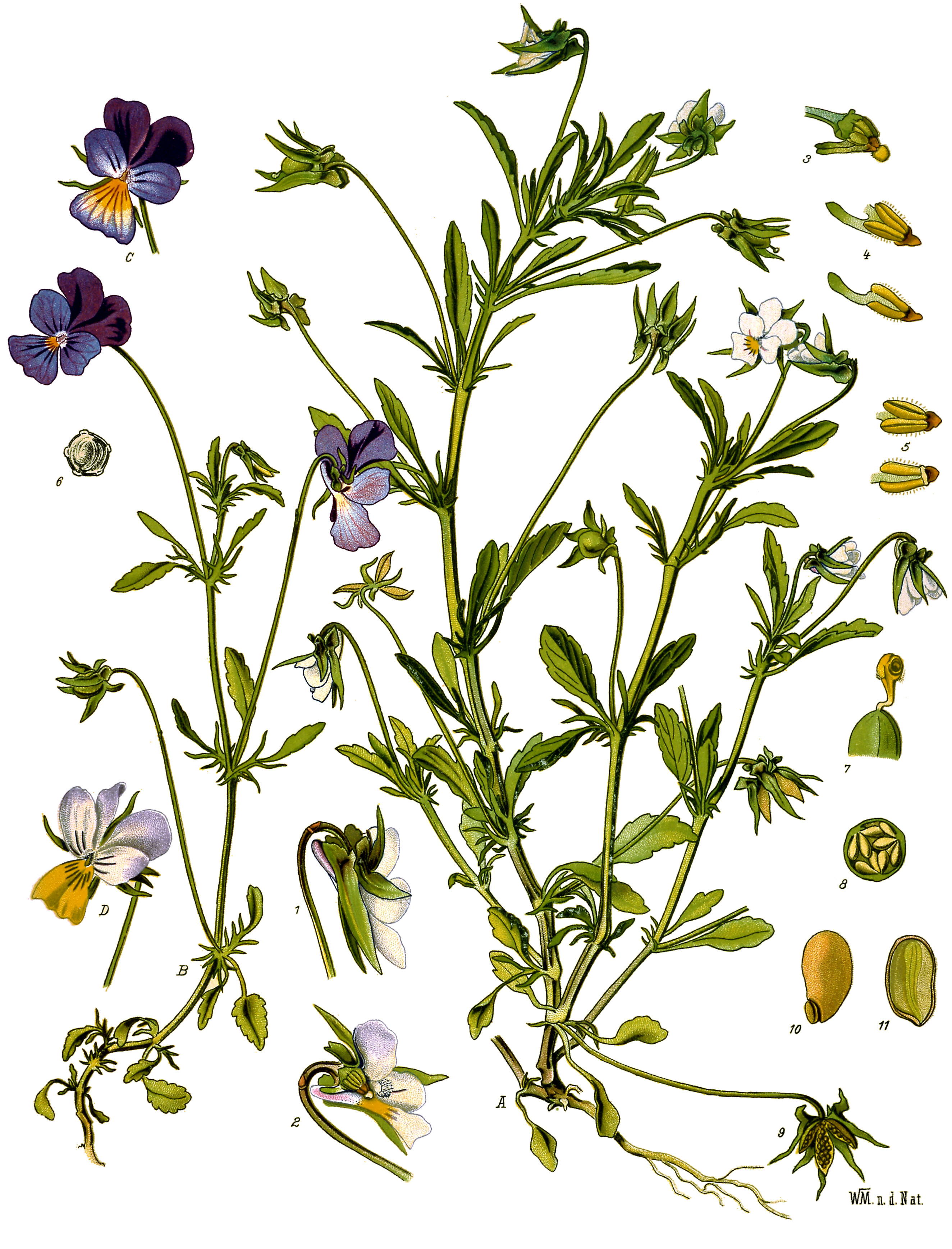